# Howard Elton Lacey
Howard Elton Lacey (* 9. Februar 1937 in Leakey, Texas; † 21. Juni 2013 in Lakeway, Texas) war ein US-amerikanischer Mathematiker, der sich mit Analysis befasste.
Howard Lacey studierte an der Texas A&M University und der Abilene Christian University mit dem Bachelor-Abschluss in Mathematik 1959 und dem Master-Abschluss 1960. Er wurde 1963 an der New Mexico State University bei Edward Thorp promoviert (Generalized Compact Operators in Locally Convex Spaces) und war danach Assistant Professor an der Abilene Christian University. Ab 1964 war er Professor an der University of Texas at Austin. 1980 wurde er Professor an der Texas A&M University, wo er elf Jahre der Mathematikfakultät vorstand. Er war ein Jahr Associate Dean für Wissenschaften und ging 2002 in den Ruhestand.
Sein Spezialgebiet waren Banach-Räume. Dabei arbeitete er auch viel mit polnischen Wissenschaftlern zusammen, unter anderem 1972/73 als Fulbright Fellow bei der Polnischen Akademie der Wissenschaften in Warschau. Er arbeitete auch in angewandter Forschung an der White Sands Missile Range und beim Man Space Craft Center in Houston.
Er war seit 1958 mit Bonnie Brown verheiratet, die er traf, als er 1957 einen Sommer-Job beim Army Corps of Engineers in Mississippi hatte.

## Schriften (Auswahl)
- Howard Elton Lacey: The isometric theory of classical Banach spaces, Grundlehren der mathematischen Wissenschaften 208, Springer 1974